# Bjorn Ruytinx
 (décembre 2012).
Si vous disposez d'ouvrages ou d'articles de référence ou si vous connaissez des sites web de qualité traitant du thème abordé ici, merci de compléter l'article en donnant les références utiles à sa vérifiabilité et en les liant à la section « Notes et références ».
Bjorn Ruytinx, né le 18 août 1980 à Herck-la-Ville en Belgique, est un footballeur belge aujourd'hui retraité qui jouait comme attaquant.

## Biographie
Il a formé plusieurs des paires d'attaquants à succès d'OHL, avec François Sterchele (saison 2004-2005), Toni Brogno (saisons 2006-2007 et 2007-2008) ou encore Hamdi Harbaoui (saison 2010-2011). Il est l'un des plus anciens au club, et est le seul à avoir connu les montées de division 3 en division 2 (en 2005) et de division 2 en division 1 (en 2011). Son engagement sans limite fait de lui l'un des favoris du public louvaniste. Il est d'ailleurs nommé ambassadeur du club en 2019.
Il fait ses débuts au plus haut niveau lors du premier match de la saison 2011-2012 contre le RSC Anderlecht (victoire 2-1), et inscrit son premier but parmi l'élite le 29 octobre 2011 contre le Beerschot (victoire 3-2).
Militaire de formation, il a dû demander un congé supplémentaire pour pouvoir prolonger son contrat à OHL en janvier 2012. Par ailleurs, à la fin de sa carrière, Bjorn Ruytinx a déjà fait savoir qu'il se remettra au service de l'armée. Peu utilisé lors de la saison 2012-2013 à la suite d'une grave blessure au genou, il est annoncé début décembre en partance pour Westerlo, pensionnaire de division 2, mais il reste fidèle à Louvain.
Le 8 décembre 2013, Ruytinx commet un tacle violent sur Mehdi Carcela, avec pour conséquence une déchirure des ligaments de celui-ci. Immédiatement après ce tacle, Carcela porte un coup direct à Ruytinx, qui est en train de ricaner, et se voit expulsé. Par la suite, la commission des litiges de la fédération belge inflige à Ruytinx une suspension de quatre matchs effectifs et de deux matchs avec sursis, ainsi qu'une amende supplémentaire de 800 €, soit une sanction identique à celle de Carcela. Cette suspension a été convertie en un match effectif en appel.
Le 18 mars 2014, il quitte le club d'Oud-Heverlee Louvain et signe pour deux ans au KV Ostende. Après une saison et demie chez les côtiers, en janvier 2016, il rejoint le FCO Beerschot Wilrijk, avec lequel il remporte le titre de champion de Division 3 puis de Division 1 Amateur l'année suivante. En juin 2017, il décide de retourner au KSK Hasselt avant, à l'été 2018, de rejoindre le KFC MD Halen, le club de ses débuts.

## Statistiques

### En club
| Saison                | Club                  | Championnat           | Championnat | Championnat | Coupe(s) nationale(s) | Coupe(s) nationale(s) | Autres compétitions | Autres compétitions | Autres compétitions | Total | Total |
| Saison                | Club                  | Division              | M.          | B.          | M.                    | B.                    | Comp.               | M.                  | B.                  | M.    | B.    |
| 2002-2003             | KS Kermt-Hasselt      | Promotion C (D4)      | 22          | 8           | -                     | -                     | -                   | -                   | -                   | 22    | 8     |
| 2003-2004             | KS Kermt-Hasselt      | Promotion C (D4)      | 27          | 26          | 2                     | 2                     | -                   | -                   | -                   | 29    | 28    |
| Sous-total            | Sous-total            | Sous-total            | 49          | 34          | 2                     | 2                     | -                   | -                   | -                   | 51    | 36    |
| 2004-2005             | OH Louvain            | Division 3B           | 28          | 11          | 1                     | 0                     | TF                  | 4                   | 2                   | 33    | 13    |
| 2005-2006             | OH Louvain            | Division 2            | 30          | 11          | 3                     | 1                     | -                   | -                   | -                   | 33    | 12    |
| 2006-2007             | OH Louvain            | Division 2            | 18          | 11          | -                     | -                     | -                   | -                   | -                   | 18    | 11    |
| 2007-2008             | OH Louvain            | Division 2            | 26          | 13          | 4                     | 4                     | TF                  | -                   | -                   | 30    | 17    |
| 2008-2009             | OH Louvain            | Division 2            | 31          | 7           | 3                     | 1                     | -                   | -                   | -                   | 34    | 8     |
| 2009-2010             | OH Louvain            | Division 2            | 24          | 5           | 3                     | 0                     | -                   | -                   | -                   | 27    | 5     |
| 2010-2011             | OH Louvain            | Division 2            | 31          | 8           | 2                     | 1                     | -                   | -                   | -                   | 33    | 9     |
| 2011-2012             | OH Louvain            | Division 1            | 28          | 3           | 1                     | 0                     | PO2                 | 5                   | 1                   | 34    | 4     |
| 2012-2013             | OH Louvain            | Division 1            | 7           | 0           | -                     | -                     | PO2+BE              | 5+2                 | 1+1                 | 14    | 2     |
| 2013-2014             | OH Louvain            | Division 1            | 23          | 10          | 2                     | 1                     | PO3+TF              | 2+6                 | 0+1                 | 33    | 12    |
| Sous-total            | Sous-total            | Sous-total            | 246         | 79          | 19                    | 8                     | -                   | 24                  | 6                   | 289   | 93    |
| 2014-2015             | KV Ostende            | Division 1            | 25          | 3           | 2                     | 0                     | PO2                 | 4                   | 0                   | 31    | 3     |
| 2015-2016             | FCO Beerschot Wilrijk | Division 3B           | 13          | 3           | -                     | -                     | TM                  | 1                   | 0                   | 14    | 3     |
| 2016-2017             | FCO Beerschot Wilrijk | Division 1 Amateur    | 3           | 0           | 1                     | 0                     | TF                  | 5                   | 0                   | 9     | 0     |
| 2017-2018             | KSK Hasselt           | Division 2 Amateur    | 12          | 4           | -                     | -                     | TF                  | 1                   | 0                   | 13    | 4     |
| Sous-total            | Sous-total            | Sous-total            | 53          | 10          | 3                     | 0                     | -                   | 11                  | 0                   | 67    | 10    |
| Total sur la carrière | Total sur la carrière | Total sur la carrière | 348         | 123         | 24                    | 10                    | -                   | 35                  | 6                   | 407   | 139   |

## Palmarès

### En club
|  |  | KS Kermt-Hasselt - Championnat de Belgique de D4 (1) : - Champion : 2004 |  | OH Louvain - Championnat de Belgique de D2 (1) : - Champion : 2011 - Championnat de Belgique de D3 : - Vice-champion : 2005 |  | FCO Beerschot Wilrijk - Championnat de Belgique de D3 (2) : - Champion : 2016 et 2017 |